# AS Roma 1961/1962
Sezon 1961/1962 klubu AS Roma.

## Sezon
W sezonie 1961/1962 Roma nie osiągnęła żadnych sukcesów. W Serie A zajęła 5. miejsce, a w Pucharze Miast Targowych dotarła do 1/8 finału i odpadła po dwumeczu z Sheffield Wednesday (0:4, 1:0).

## Rozgrywki
- Serie A: 5. miejsce
- Puchar Włoch: półfinał
- Puchar Miast Targowych: 1/8 finału

## Skład i ustawienie zespołu
| W SEZONIE 1961/1962     |                   |                |       |      |
| Imię i nazwisko         | Kraj              | Data urodzenia | Mecze | Gole |
| Trener                  |                   |                |       |      |
| Luis Carniglia          | Argentyna         | 14.10.1917     |       |      |
| Bramkarze               |                   |                |       |      |
| Fabio Cudicini          | Włochy            | 20.10.1935     | 30    | 0    |
| Giannantonio La Bella   | Włochy            | ?              | 0     | 0    |
| Enzo Matteucci          | Włochy            | 20.12.1933     | 4     | 0    |
| Obrońcy                 |                   |                |       |      |
| Sergio Carpanesi        | Włochy            | 21.05.1936     | 29    | 2    |
| Giulio Corsini          | Włochy            | 28.09.1933     | 26    | 0    |
| Alfio Fontana           | Włochy            | 07.11.1932     | 34    | 0    |
| Giacomo Losi            | Włochy            | 10.09.1935     | 34    | 0    |
| Leopoldo Raimondi       | Włochy            | 02.03.1938     | 0     | 0    |
| Pomocnicy               |                   |                |       |      |
| Bruno Abbatini          | Włochy            | ?              | 2     | 0    |
| Giancarlo De Sisti      | Włochy            | 13.02.1943     | 11    | 1    |
| Luigi Giuliano          | Włochy            | 16.08.1930     | 1     | 0    |
| Egidio Guarnacci        | Włochy            | 03.02.1934     | 10    | 0    |
| Torbjörn Jonsson        | Szwecja           | 06.05.1936     | 17    | 9    |
| Giampaolo Menichelli    | Włochy            | 29.06.1938     | 34    | 5    |
| Alberto Orlando         | Włochy            | 27.09.1938     | 30    | 7    |
| Paolo Pestrin           | Włochy            | 09.07.1936     | 34    | 3    |
| Juan Alberto Schiaffino | Urugwaj/ Włochy   | 28.07.1925     | 10    | 0    |
| Napastnicy              |                   |                |       |      |
| Antonio Angelillo       | Argentyna/ Włochy | 05.09.1937     | 24    | 10   |
| Francisco Lojacono      | Argentyna/ Włochy | 11.12.1935     | 17    | 6    |
| Pedro Manfredini        | Argentyna         | 07.08.1935     | 22    | 14   |